# Michael Ben Ja'ir
Michael Ben Ja'ir (hebrejsky: מיכאל בן יאיר, narozen 1942) je izraelský soudce a bývalý soudce Nejvyššího soudu, který v letech 1993 až 1997 zastával funkci izraelského generálního prokurátora.

## Biografie
Narodil se v Jeruzalémě ještě za dob britské mandátní Palestiny a studoval na Bejt ha-sefer ha-reali v Haifě. V letech 1961 až 1963 sloužil v izraelské armádě jako polní důstojník a v roce 1968 dokončil studium práv na Telavivské univerzitě. V letech 1978 až 1982 působil jako soudce na okresním soudu v Akku a Haifě, následně v letech 1982 až 1987 jako soudce Haifského distriktního soudu a v letech 1987 až 1990 jako soudce Telavivského distriktního soudu. V roce 1990 nastoupil na šest měsíců jako soudce Nejvyššího soudu. Následně se na tři roky (1990-1993) vrátil k Telavivskému distriktnímu soudu, aby v letech 1993 až 1997 působil na pozici generálního prokurátora. Během jeho funkčního období došlo k vraždě premiéra Jicchaka Rabina, po níž prohlásil, že bude zatčen „kdokoli kdo [tuto] vraždu schvaluje.“ K 1. lednu 1997 na svou funkci rezignoval.
Působil též na akademické půdě a vyučoval obchodní právo na Haifské a Telavivské univerzitě.